# Macrhybopsis
Macrhybopsis é um género de peixe actinopterígeo da família Cyprinidae.
Este género contém as seguintes espécies:
- Macrhybopsis aestivalis (Girard, 1856) (speckled chub)
- Macrhybopsis australis (C. L. Hubbs & Ortenburger, 1929)
- Macrhybopsis boschungi  Gilbert & Mayden, 2017
- Macrhybopsis etnieri  Gilbert & Mayden, 2017
- Macrhybopsis gelida (Girard, 1856)
- Macrhybopsis hyostoma (C. H. Gilbert, 1884)
- Macrhybopsis marconis (D. S. Jordan & C. H. Gilbert, 1886)
- Macrhybopsis meeki (D. S. Jordan & Evermann, 1896)
- Macrhybopsis pallida  Gilbert & Mayden, 2017
- Macrhybopsis storeriana (Kirtland, 1845)
- Macrhybopsis tetranema (C. H. Gilbert, 1886)
- Macrhybopsis tomellerii  Gilbert & Mayden, 2017